# Boca del Santiago
La boca del río Santiago, también conocida como bocana del Santiago, es el punto donde desemboca el río Santiago y el río Cayapas en el océano Pacífico. Se ubica en el cantón Eloy Alfaro de la provincia de Esmeraldas, en el noroeste de Ecuador. Se sitúa a una altitud de aproximadamente 1 metro sobre el nivel del mar y a unos 170 km al norte de Quito. Al norte se encuentra la isla Canchimalero y al sur la punta Lucero en las cercanías de la localidad de Olmedo, La Tola y El Cuerval.

## Geografía
El área que rodea la desembocadura es predominantemente plana y se encuentra muy próxima al mar. La elevación más alta cercana alcanza los 33 metros y se encuentra a unos 1 km al noreste del sitio.
El entorno presenta una densidad de población baja, con aproximadamente 27 habitantes por kilómetro cuadrado. La localidad más cercana de importancia es Valdez, situada a unos 7,6 km hacia el este. Los alrededores están cubiertos en su mayoría por vegetación de tipo selvática.

## Historia
Antes de la llegada de los españoles, existían algunas culturas que vivían en Esmeraldas. Anteriormente este había sido el lugar donde se desarrollaría la cultura La Tolita, que dejó restos de cerámica, metalurgia y tolas que dan prueba de su desarrollo. Para el siglo XVI, un notable patrón hacia el establecimiento de asentamientos más pequeños se habían emplazado hacia el interior del norte de Esmeraldas. La costa aún contenía unos pocos asentamientos grandes, uno cerca de la cuenca del río Santiago y otro en Atacames, al sur del río Esmeraldas. 
Todos ellos se habían mantenido fuera de la conquista incaica. Sin embargo esto cambiaría después de la llegada de los conquistadores, como Nicolás de Ribera y Laredo, quienes entrarían en contacto con los indígenas de los poblados de Tenumpuela y Atacames en el año de 1526, mientras exploraban la costa que finalmente les condujo a Perú. En esta ocasión el conquistador Bartolomé Ruiz sería el primero en llegar a la Bahía de Tacames, por lo que encontró tres pueblos cuyos habitantes estaban engalanados con oro. El piloto continuó su viaje por la costa, y regresó con Pizarro, Almagro y sus hombres para posteriormente llegar en una bahía y toma posesión de la aldea nativa de Sagüe a orillas del Esmeraldas.
Por la capitulación de Toledo de 1529, Pizarro recibió la autorización para la conquista y población de la provincia del Perú o Nueva Castilla, desde el pueblo de Tenumpuela o Santiago en la boca del río homónimo hasta el pueblo de Chincha (costa del actual Perú); entre ambos puntos mediaba una distancia que se estimaba de 200 leguas (pero era cercana a las 257). Gran parte de esta área, que se extendía por la costa del entonces llamado mar del Sur, había sido ya descubierta y explorada por Pizarro y su socio, el capitán Diego de Almagro, en los cinco años anteriores a la firma de la capitulación. 

## Clima
El clima es tropical lluvioso, con una temperatura media anual de 20 °C. El mes más cálido es mayo, con una media de 21 °C, y el más fresco es octubre, con 20 °C. La precipitación media anual es de 3871 mm. Mayo es el mes más lluvioso, con un promedio de 577 mm, y agosto el más seco, con 162 mm.

## Cultura y entorno
La Boca del Santiago forma parte del sistema fluvial Santiago–Cayapas, uno de los más importantes del norte de la provincia. La zona presenta una importante presencia de comunidades afroecuatorianas, especialmente en pueblos cercanos como Borbón, conocido por su dinamismo comercial y carácter tradicional.